# Dominion Range
Il Dominion Range è una vasta catena montuosa lunga circa 48 km, che forma un saliente prominente alla giunzione tra il Ghiacciaio Beardmore e il Ghiacciaio Mill.
È situata nella Costa di Dufek e fa parte dei Monti della Regina Maud, in Antartide.
La catena montuosa fu scoperta dalla Spedizione Nimrod (British Antarctic Expedition, 1907–09) condotta dall'esploratore britannico Ernest Shackleton. La denominazione fu assegnata dallo stesso Shackleton in onore del Dominion della Nuova Zelanda, che aveva fornito una notevole assistenza alla spedizione.
La vetta più elevata è il Monte Mills, alto 2.995 m.

## Elevazioni principali
Le principali elevazioni includono:
- Monte Mills (85°12′S 165°17′E, alto 2.995 m.
- Monte Nimrod (85°25′S 165°45′E), alto 2.835 m.
- Monte Saunders (85°21′S 165°26′E), alto 2.895 m.
- Safety Spur (85°19′S 168°00′E)

## Elevazioni importanti
- Browns Butte
- Davis Nunataks
- Ghiacciaio Ashworth
- Ghiacciaio Koski
- Ghiacciaio Mill
- Ghiacciaio Rutkowski
- Ghiacciaio Vandament
- Kane Rocks
- Meyer Desert
- Monte Cecily
- Monte Mills
- Plunket Point
- Scott Icefalls